# Левито, Изабо
Изабо Левито (англ. Isabeau Levito; род. 3 марта 2007, Филадельфия) — американская фигуристка, выступающая в одиночном катании. Серебряный призёр чемпионата мира (2024), серебряный призёр финала Гран-при (2022), чемпионка США (2023), бронзовый призёр чемпионата США (2022, 2024), чемпионка мира среди юниоров (2022), победительница командного чемпионата мира (2023).
По состоянию на 29 марта 2025 года занимает 2-е место в рейтинге Международного союза конькобежцев.

## Биография
Изабо Левито родилась 3 марта 2007 года в Филадельфии, затем вместе с матерью-одиночкой, Кьярой Гарбери, перебралась в Нью-Джерси. Гарбери — врач-эмбриолог, в 1997 году эмигрировала из Италии в США. Кьяра интересовалась европейской историей, и будучи поклонницей фэнтези-фильма про Средневековье «Леди-ястреб», назвала дочь в честь героини данной картины — Изабеллы (Изабо) Анжуйской.
Изабо, ученица International Virtual Learning Academy, владеет тремя языками: английским, итальянским и русским. Русский язык фигуристка выучила благодаря тренерской команде, в состав которой входят русскоязычные специалисты Юлия Кузнецова, Слава Кузнецов, Жанна Палагина, Отар Джапаридзе и Евгений Платов.
Левито встала на коньки после просмотра соревнований по фигурному катанию на Олимпийских играх 2010 года. В 2020 году она стала серебряным призёром чемпионата США среди юниоров. Через год фигуристка завоевала золото национального юниорского чемпионата.
В сезоне 2021/2022 в возрасте четырнадцати лет она впервые участвовала во взрослом чемпионате США, подходя к турниру претендентом на медаль. По сумме двух программ Изабо финишировала третьей, но несмотря на это она не могла рассчитывать на участие во взрослых международных турнирах текущего сезона, поскольку не достигла необходимого возраста.
В апреле 2022 года выступила на чемпионате мира среди юниоров. Изабо подходила к турниру в ранге одной из фавориток, в отсутствие российских фигуристов, которые были отстранены от любых мероприятий под эгидой ISU в связи со вторжением России в Украину. На этом соревновании после короткой программы расположилась на промежуточном 1 месте с 72,50 баллами, в произвольной программе заняла 2 место с 134,05 баллами, в итоге с суммой баллов 206,55 выиграла чемпионат.
В 2022 году завершили соревновательную карьеру Мэрайя Белл и Алиса Лю, благодаря чему Левито вошла в сезон 2022/23 лидером американского женского катания. На дебютном для себя турнире Гран-при, который проходил в США, пятнадцатилетняя Изабо завоевала серебряную медаль. Тем самым она стала самой молодой американкой с 2007 года, поднявшейся на подиум Skate America. Затем выступила на этапе Гран-при Великобритании, где завоевала серебряную медаль.
Благодаря успешным выступлениям Изабо отобралась в финал Гран-при. По итогам короткой программы расположилась на промежуточном 5 месте с 69,26 балла, в каскаде тройной лутц — тройной тулуп (судьи отметили недокрут). В произвольной программе упала с тройной флипа, который должен был быть каскадом, остальные элементы исполнила без ошибок и заняла 2 место с 127,97 балла. По сумме двух программ набрала 197,23 балла и завоевала серебряную медаль.
В январе выступила на чемпионате США, подходя к турниру в качестве фаворитки на золотую медаль. В короткой программе заняла 1 место с 73,78 балла, в произвольной программе также заняла 1 место с 149,55 балла, по итогу выиграла чемпионат с суммой баллов 223,33.
В феврале приняла участие в чемпионате четырёх континентов. Изабо подходила к турниру одной из претенденток на золотую медаль. Без ошибок исполнила короткую программу и расположилась на промежуточном 2 месте с 71,50 балла, выиграв малую серебряную медаль. Перед разминкой произвольной программы снялась с соревнований из-за плохого самочувствия.
На чемпионате мира, после короткой программе расположилась на 4 месте с 73,03 балла, улучшив свой личный рекорд. В произвольной программе упала с тройного лутца, остальные элементы исполнила без ошибок и заняла 5 место с 134,62 балла. За обе программы набрала 207,65 балла и заняла 4 место. В апреле приняла участие в командном чемпионате мира, в короткой программе заняла 3 место с 71,22 балла, в произвольной программе заняла 4 место с 142,65 балла. Сборная США выиграла командный чемпионат мира.

## Программы
| Сезон     | Короткая программа                                                                                       | Произвольная программа                                                                              | Показательные номера                                  |
| --------- | --- | --------------------------------------------------------------------------------------------------- | ----------------------------------------------------- |
| 2024—2025 | - «Moon River» (из фильма «Завтрак у Тиффани») Генри Манчини хореография Юлия Кузнецова, Отар Джапаридзе | - «Liebesträume» Ференц Лист хореография Юлия Кузнецова, Отар Джапаридзе                            |                                                       |
| 2023—2024 | - «Nella Fantasia» Эннио Морриконе - «Yearning» Рауль Феррандо хореография Юлия Кузнецова                | - «Нуреев. Белый ворон» Илан Эшкери в исполнении Элизабет Батиашвили хореография Юлия Кузнецова     | - «Material Girl» Мадонна                             |
| 2022—2023 | - «Una noche más» Ясмин Леви хореография Юлия Кузнецова                                                  | - «Dulcea Si Tandra Mea Fiara» Евгений Дога в исполнении Каталины Караус хореография Юлия Кузнецова | - «Лебедь» Камиль Сен-Санс хореография Юлия Кузнецова |
| 2021—2022 | - «Лебедь» Джошуа Белл хореография Юлия Кузнецова                                                        | - «Русский танец» (из балета «Лебединое озеро») Пётр Чайковский хореография Юлия Кузнецова          |                                                       |
| 2019—2021 | - «Perhaps» Дорис Дэй хореография Юлия Кузнецова                                                         | - «Малагенья» 101 Strings Orchestra хореография Юлия Кузнецова                                      |                                                       |

## Результаты
| Соревнования                   | 19/20         | 20/21         | 21/22         | 22/23         | 23/24         | 24/25         | 25/26         |
| Международные                  | Международные | Международные | Международные | Международные | Международные | Международные | Международные |
| ------------------------------ | ------------- | ------------- | ------------- | ------------- | ------------- | ------------- | ------------- |
| Чемпионат мира                 |               |               |               | 4             | 2             | 4             |               |
| Чемпионат четырёх континентов  |               |               |               | WD            |               |               |               |
| Финал Гран-при                 |               |               |               | 2             | 5             |               |               |
| Гран-при США                   |               |               |               | 2             | 2             | 3             |               |
| Гран-при Франции               |               |               |               |               | 1             |               |               |
| Гран-при Великобритании        |               |               |               | 2             |               |               |               |
| CS Nebelhorn Trophy            |               |               |               |               | 1             | 2             |               |
| CS Мемориал Ондрея Непелы      |               |               |               | 1             |               |               |               |
| CS Cranberry Cup               |               |               |               |               |               | 3             | 1             |
| Philadelphia Sum. Int.         |               |               |               | 1             |               |               |               |
| Командные                      |               |               |               |               |               |               |               |
| Командный чемпионат мира       |               |               |               | 1             |               |               |               |
| Japan Open                     |               |               |               |               | 2             |               |               |
| Международные среди юниоров    |               |               |               |               |               |               |               |
| Чемпионат мира                 |               |               | 1             |               |               |               |               |
| Гран-при Франции               |               |               | 1             |               |               |               |               |
| Гран-при Австрии               |               |               | 2             |               |               |               |               |
| Asian Open (новички)           | 3             |               |               |               |               |               |               |
| Национальные                   |               |               |               |               |               |               |               |
| Чемпионат США                  |               |               | 3             | 1             | 3             |               |               |
| ЧСША среди юниоров             | 2             | 1             |               |               |               |               |               |
| CS — турнир серии «Челленджер» |               |               |               |               |               |               |               |